# Gobernador general de la India

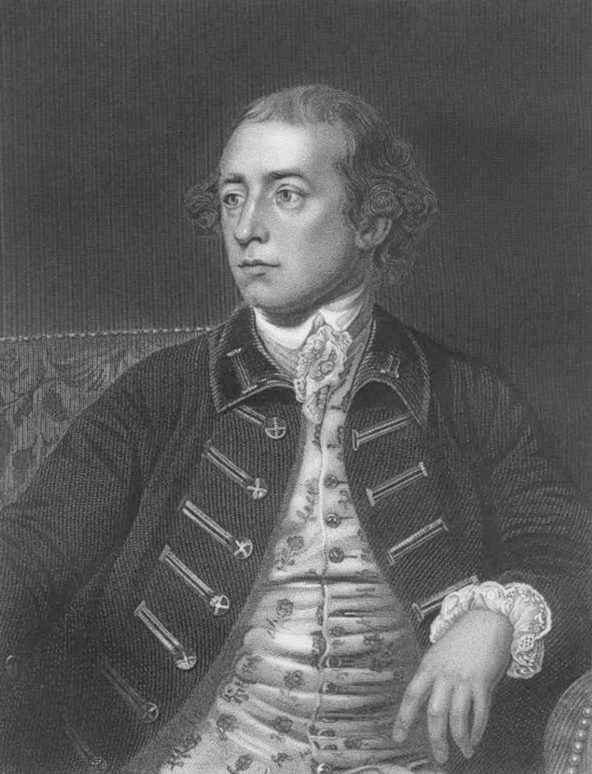
Warren Hastings, el primer gobernador general de la India Británica entre 1773 y 1785.

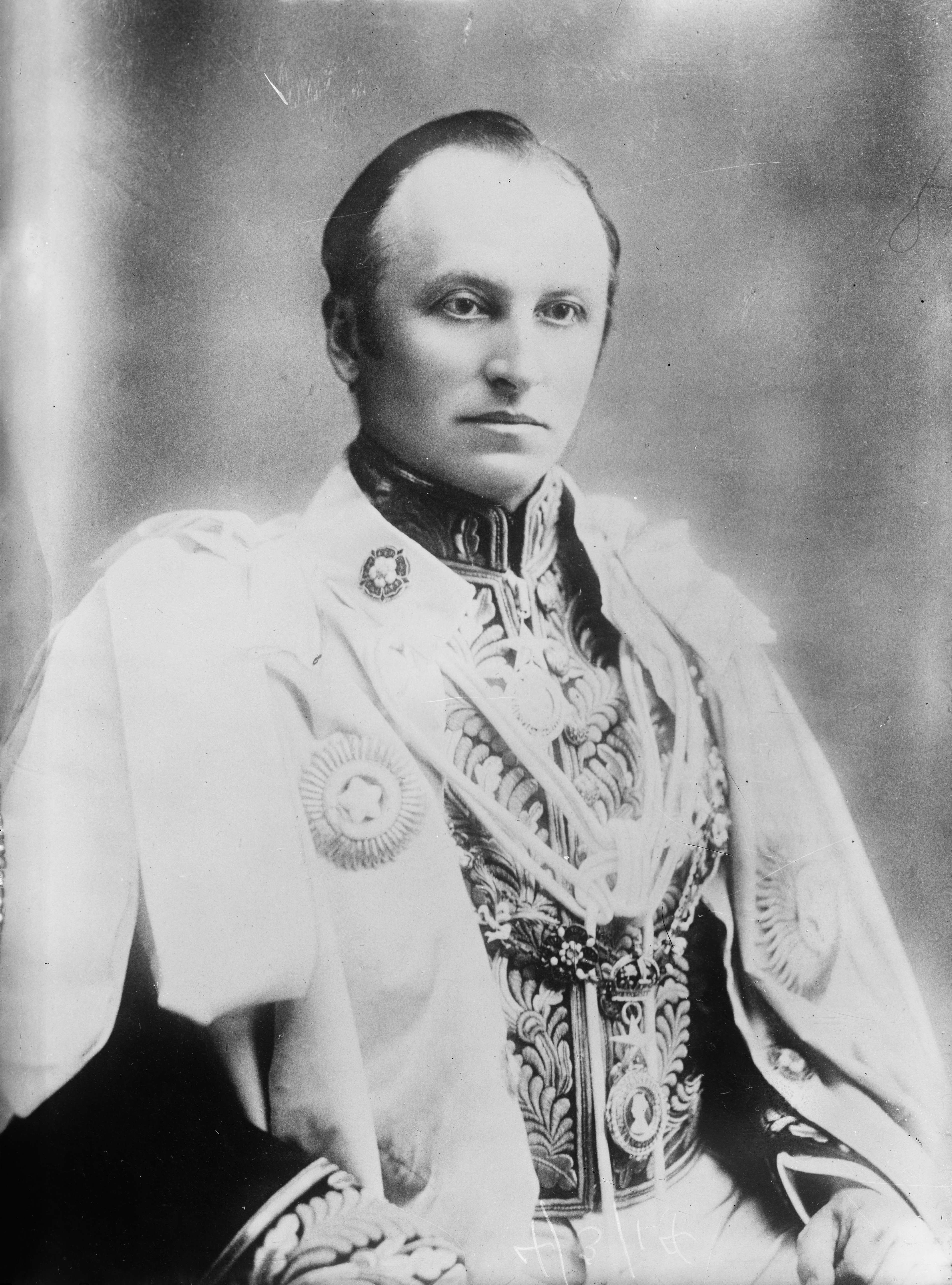
George Curzon con sus ropajes como Virrey de la India, cargo que ocupó de 1899 a 1905.

El gobernador general de la India (también llamado gobernador general y virrey de la India) era el máximo representante de la administración británica en la India, convirtiéndose antes de la independencia del territorio, en el representante del Monarca del Reino Unido en el país asiático. El cargo fue creado en 1773 con el nombre de «gobernador general de la presidencia de Fort William», teniendo control exclusivo sobre el fuerte del mismo nombre, y siendo el máximo responsable de la Compañía Británica de las Indias Orientales. Posteriormente, en 1833, se concedió al título el control sobre toda la India Británica, con lo que su titular pasó a ser llamado «gobernador general de la India».
En 1858, la Compañía Británica de las Indias Orientales es disuelta, por lo que el control del territorio hasta ese momento administrado, pasa a manos de la Corona británica. Es a partir de ese momento cuando el título de «gobernador general» se aplica a la totalidad de las entonces conocidas como provincias de la India (entre las que se incluyen provincias actuales de la India como el Punjab, Bengala, Bombay o Madrás), o territorios convertidos en países después de la independencia, como Birmania. Sin embargo, en ese momento gran parte de la actualmente llamada India Británica no estaba bajo control británico; gran parte del territorio estaba dividido entre cientos de pequeños estados o "estados nativos", relacionados directamente con el monarca británico, y no con su representante. Precisamente para reflejar la sumisión de esos pequeños estados a la monarquía, se le añade al título el término «virrey de la India», denominación que se usó hasta que se oficializó la independencia india en 1947, manteniéndose sin embargo el título de gobernador general hasta la ratificación de la Constitución India en 1950.
Hasta 1858, el gobernador general era nombrado por el órgano de gobierno de la Compañía de las Indias Orientales. A partir de ese año, el cargo pasó a ser nombrado por el monarca bajo consejo del gobierno británico; el Secretario de Estado para India, miembro del gabinete, estaba encargado de instruir al nuevo gobernador en el ejercicio de sus responsabilidades. Después de 1947, el monarca siguió nombrando al gobernador, pero en este caso bajo el asesoramiento de los ministros del Gobierno Indio.
El periodo en el que el gobernador permanecía en el cargo era de cinco años, aunque puede ser relevado con anterioridad. Al término de un mandato, podía nombrarse un gobernador general provisional hasta que el nuevo fuera elegido. Estos gobernadores provisionales solían ser elegidos entre los gobernadores de las provincias.

## Historia
Hasta 1773, la Compañía de las Indias Orientales actuaba como representante del rey en los territorios de las Indias. Sin embargo, ese año, y debido a la corrupción que existía dentro la propia compañía, el gobierno británico asumió el control parcial sobre el gobierno de la colonia a través del Acta de Regulación. Según la misma, se creaba el puesto de «gobernador general de la presidencia de Fort William», apoyado en un Consejo de Gobierno, que se encargaría de dirigir la colonia desde su sede de Bengala. El primer gobernador general fue nombrado a través del acta, mientras que sus sucesores serían elegidos por el Consejo de la Compañía. El acta nombraba al gobernador y al consejo por un periodo de cinco años, aunque el rey tenía la potestad de reemplazar a cualquiera de ellos.los hindúes { indios} eran gobernados por reyes y gobernadores.
En 1833, se reemplazó el cargo de «gobernador general de la presidencia de Fort William» por el de «gobernador general de la India», manteniéndose el poder de elección en manos del Consejo de la Compañía, pero siempre bajo la aprobación del Monarca.
Después de la rebelión que se produjo en 1857, la Compañía de las Indias Orientales fue abolida, y el territorio fue puesto bajo control directo del Rey. El Acta de Gobierno de la India, firmada en 1858, confería el poder de nombrar gobernador general al soberano británico, mientras que era el propio gobernador quien podía nombrar gobernadores provinciales, aunque siempre sujeto a la aprobación real.
India y Pakistán lograron la independencia en 1947, pero los gobernadores generales siguieron existiendo en cada una de las naciones hasta que se aprobaron sus respectivas cartas constitucionales. Después de su independencia, Lord Mountbatten se mantuvo durante un breve tiempo como gobernador general de la India, pero fue prontamente reemplazado por un gobernador general nativo. La India se convirtió en república en 1950 y Pakistán lo hizo en 1956, momento en el que desapareció el título.

## Funciones
Originalmente, el gobernador general tenía control sobre la provincia de Bengala. El Acta de Regulación, sin embargo, le amplió los poderes, concediéndole control sobre relaciones externas y defensa. Las otras provincias bajo control de la Compañía de las Indias Orientales (Madrás, Bombay y Bengkulu) no podían ni declarar la guerra ni firmar la paz con otros príncipes indios sin recibir la aprobación previa del gobernador general y del consejo de Fort William.
Los poderes del gobernador general referentes a relaciones exteriores fueron ampliados mediante al Acta de la India de 1784. Esta acta impedía a los demás gobernadores, además de declarar la guerra y firmar la paz, finalizar tratados con otros príncipes indios salvo expreso mandato del gobernador general o del Consejo.
En esos momentos, aunque el gobernador general controlaba la política exterior en la India, no era la cabeza principal en la India británica. Este estatus sólo cambió con la aprobación del Acta de 1833, en el que se le garantizaba «el gobierno, la dirección y el control de todo el gobierno civil y militar» de toda la India británica. Esta acta también otorgaba poderes legislativos tanto al gobernador general como al Consejo.
Después de 1858, el gobernador general ejerció como máximo administrador de la India y representante de la soberanía en el territorio. La India estaba dividida en numerosas provincias, cada una bajo control de un gobernador, teniente gobernador, comisionado jefe o administrador. Los gobernadores eran nombrados por el Gobierno británico, a quien tenían que responder; los teniente gobernadores, comisionados jefe y administradores, sin embargo, eran nombrados y respondían ante el gobernador general. El gobernador general también controlaba a los más poderosos príncipes indios: el Nizam de Hyderabad, el majarás (‘rey’) de Mysore, el majarás de Gwalior, el majarás de Yamu y Cachemira y el majarás de Baroda. El resto de príncipes estaban controlados bien por la Oficina de Rajputana, gestionada por un subordinado del gobernador general, bien por la Oficina de la India Central, controlada por representantes del gobernador general, o bien por autoridades provinciales.
Una vez que la India consiguió su independencia, el papel del gobernador general quedó en un ámbito meramente ceremonial, con el poder ejercido exclusivamente por el Gabinete indio, hasta que el país se convirtió en una república, siendo a partir de entonces el presidente del país quien ostenta ese poder.

## Consejo
El gobernador general siempre estuvo asesorado en el ejercicio de sus tareas legislativas y ejecutivas por un Consejo, siendo en ocasiones llamado "gobernador general del Consejo".
El Acta de Regulación de 1773 estipulaba la elección de cuatro consejeros para el Órgano de Dirección de la Compañía de las Indias Orientales. El gobernador general también tenía voto en el consejo, y además tenía un voto de calidad para el caso de que se produjera un empate. La decisión del Consejo estaba supeditada a la del gobernador general.
En 1784, el Consejo fue reducido a tres miembros, manteniéndose el voto de calidad por parte del gobernador general. En 1786, el poder del gobernador general se incrementó aún más, al dejar de ser vinculantes las decisiones del Consejo.
El Acta de 1833 provocó profundos cambios en la estructura del Consejo. Esta acta fue la primera ley que distinguía entre las responsabilidades ejecutivas y legislativas del gobernador general. Tal como estipulaba el acta, el Consejo tenía que tener cuatro miembros elegidos por el Órgano de Dirección de la Compañía de las Indias Orientales. Los tres primeros miembros podían participar en todas las ocasiones, pero el cuarto sólo podía sentarse y votar cuando se debatía sobre la legislación.
En 1858, el órgano de dirección dejó de elegir a los miembros del Consejo. En su lugar, el hasta ese momento cuarto miembro del Consejo, pasó a ser designado por el monarca, mientras que los otros tres miembros eran seleccionados por el Secretario de Estado para la India.
El Acta de 1861 estableció varios cambios en la composición del Consejo. Tres miembros eran nombrados por el Secretario de Estado para la India y dos por el monarca. Posteriormente, en 1869, el poder para nombrar a los cinco miembros del Consejo pasó a manos del Rey. Además, el gobernador general podía nombrar entre seis y doce miembros más (entre diez y dieciséis a partir de 1892, y hasta sesenta desde 1909). Los cinco miembros nombrados por la Secretaría de Estado ostentaban los departamentos ejecutivos, mientras que el resto de miembros (nombrados por el gobernador general), debatían y votaban la legislación en la Colonia.
En 1919, una nueva ley, creaba un Consejo de Estado y una Asamblea Legislativa, quienes asumieron las funciones legislativas que hasta ese momento ostentaba el Consejo del gobernador general. El gobernador, no obstante, mantenía un poder significante sobre la legislación del territorio. Podía autorizar el gasto de dinero sin consentimiento de la Asamblea para fines " eclesiásticos, políticos y defensivos", y para cualquier propósito en caso de "emergencias". Tenía poder de veto, e incluso podía para el debate, sobre cualquier proyecto de ley. Si recomendaba una propuesta de ley, pero solo una de las dos Cámaras la apoyaba, podía declarar aprobada la ley a pesar del rechazo de la otra Cámara. La Asamblea no tenía autoridad sobre asuntos exteriores ni defensa. El presidente del Consejo de Estado era designado por el gobernador general mientras que la Asamblea Legislativa elegía a su presidente, pero esa elección tenía que ser aprobada por el gobernador general.

## Tratamiento y título
El gobernador general usaba el tratamiento de «Excelencia» y disfrutaba de precedencia sobre cualquier otro cargo gubernamental en la India. Entre 1858 y 1947, los gobernadores generales fueron también llamados virreyes, mientras que sus esposas eran llamadas virreinas. Ninguno de los títulos era empleado cuando el soberano se encontraba en la India.
Cuando se fundó la Orden de la Estrella de la India en 1861, el gobernador general fue nombrado «gran maestro ex officio». Además también fue nombrado «gran maestro ex oficio de la Orden del Imperio de la India» desde su fundación en 1877.
La mayoría de los gobernadores generales tenían título de par.
Entre los que no lo eran, Sir John Macpherson era Baronet, sir John Laird Mair Lawrence, 1.er Barón Lawrence era Caballero, y Lord William Bentinck obtuvo el título de cortesía de "Lord" debido a que era hijo de un Duque. Tan sólo el primer y el último gobernador general (Warren Hastings y Chakravarti Rajagopalachari), además de algún gobernador general provisional, fueron personas que no ostentaron ningún título.

## Bandera
Desde alrededor de 1885, el gobernador general podía ondear la bandera de la "Union Flag" con la "Estrella de la India" en su centro y coronada por la Corona Imperial de la India. Esta no era la bandera personal del gobernador general, sino que era usada por todos las oficinas gubernamentales de la India. En el mar, sólo el gobernador general ondeaba la bandera en el palo mayor de su nave, mientras que el resto de oficiales colocaba la bandera en el trinquete.
Entre 1947 y 1950, el gobernador general de la India usó una bandera azul oscura donde se incrustaba el escudo de armas real (un león sobre una corona), debajo de la cual se incluía la palabra "India" en mayúsculas doradas. El mismo diseña es usado actualmente por otros gobernadores generales. Esta bandera era la enseña personal del gobernador general.

## Residencia
El gobernador general de Fort William residía en Belvedere House, Calcuta, hasta comienzos del siglo XIX, cuando se construyó la Casa del Gobernador. En 1854, el teniente gobernador de Bengala estableció su residencia allí. Actualmente, el complejo conocido como Belvedere Estate alberga la Biblioteca Nacional de la India.
Richard Wellesley, 1.er marqués de Wellesley, a quien se le atribuye la frase «La India debería ser gobernada desde un palacio, no desde una casa de campo», construyó una gran mansión, conocida como Government House (literalmente, ‘casa de gobierno‘), entre 1799 y 1803. La mansión fue utilizada hasta que la capital se trasladó desde Calcuta a Delhi en 1912. En lo sucesivo, el teniente gobernador de Bengala, quien había residido hasta entonces en el complejo del Belvedere Estate, fue promocionado a gobernador y trasladado a la casa del gobernador. Actualmente, este edificio sirve como residencia del gobernador del estado indio de Bengala Occidental, siendo conocido por su nombre hindi: Raj Bhavan (casa del rey).
Después del traslado de la capital a Delhi, el Virrey ocupó un nuevo edificio, diseñado por sir Edwin Lutyens. Aunque se comenzó en 1912, su construcción no finalizó hasta 1929, y no fue oficialmente inaugurado hasta 1931. El coste final del edificio superó las £877,000 (más de £35,000,000 en cálculos actuales, 2012), más del doble de la cantidad calculada inicialmente. Actualmente la residencia, conocida por su nombre en Hindi, "Rashtrapati Bhavan," es usada por el presidente del país.
Durante toda la administración Británica del país, los gobernadores generales se trasladaban durante el verano al viceregal lodge en Shimla para escapar del calor, moviendo con ellos todo el gobierno de la India. Ese edificio alberga actualmente el Instituto de Estudios Avanzados de la India.

## Listado de gobernadores generales de la India

### Compañía Británica de las Indias Orientales(1774-1858)
| Gobernadores generales de la Presidencia de Fort William (1774-1833) |  |                                                                                 |                          |                          |                                   |
| 1                                                                    |  | Warren Hastings (1732-1818)                                                     | 20 de octubre de 1773    | 1 de febrero de 1785     | Compañía de las Indias Orientales |
| -                                                                    |  | Sir John Macpherson (1745-1821) Gobernador general provisional                  | 1 de febrero de 1785     | 12 de septiembre de 1786 | Compañía de las Indias Orientales |
| 2                                                                    |  | Charles Cornwallis (1738-1805) 1.er marqués Cornwallis                          | 12 de septiembre de 1786 | 28 de octubre de 1793    | Compañía de las Indias Orientales |
| 3                                                                    |  | Sir John Shore (1751-1834) 1.er barón Teignmouth                                | 28 de octubre de 1793    | Marzo de 1798            | Compañía de las Indias Orientales |
| -                                                                    |  | Sir Alured Clarke (1744-1832) Gobernador general provisional                    | Marzo de 1798            | 18 de mayo de 1798       | Compañía de las Indias Orientales |
| 4                                                                    |  | Richard Wellesley (1760-1842) 1.er marqués Wellesley                            | 18 de mayo de 1798       | 30 de julio de 1805      | Compañía de las Indias Orientales |
| 5                                                                    |  | Charles Cornwallis (1738-1805) 1.er marqués Cornwallis                          | 30 de julio de 1805      | 5 de octubre de 1805     | Compañía de las Indias Orientales |
| -                                                                    |  | Sir George Hilario Barlow (1744-1832) Gobernador general provisional            | 10 de octubre de 1805    | 31 de julio de 1807      | Compañía de las Indias Orientales |
| 6                                                                    |  | Sir Gilbert Elliot (1738-1805) 1.er conde de Minto                              | 31 de julio de 1807      | 4 de octubre de 1813     | Compañía de las Indias Orientales |
| 7                                                                    |  | Francis Rawdon-Hastings (1754-1826) 1.er marqués de Hastings                    | 4 de octubre de 1813     | 9 de enero de 1823       | Compañía de las Indias Orientales |
| -                                                                    |  | John Adam (1779-1825) Gobernador general provisional                            | 9 de enero de 1823       | 1 de agosto de 1823      | Compañía de las Indias Orientales |
| 8                                                                    |  | William Pitt Amherst (1773-1857) 1.er conde Amherst                             | 1 de agosto de 1823      | 13 de marzo de 1828      | Compañía de las Indias Orientales |
| -                                                                    |  | William Butterworth Bayly (1782-1860) Gobernador general provisional            | 13 de marzo de 1828      | 4 de julio de 1828       | Compañía de las Indias Orientales |
| 9                                                                    |  | Lord William Bentinck (1774-1839)                                               | 4 de julio de 1828       | 20 de marzo de 1835      | Compañía de las Indias Orientales |
| Gobernadores generales de la India (1833-1876)                       |  |                                                                                 |                          |                          |                                   |
| 9                                                                    |  | Lord William Bentinck (1774-1839)                                               | 4 de julio de 1828       | 20 de marzo de 1835      | Compañía de las Indias Orientales |
| -                                                                    |  | Charles Metcalfe (1785-1846) 1.er barón Metcalfe Gobernador general provisional | 20 de marzo de 1835      | 4 de marzo de 1836       | Compañía de las Indias Orientales |
| 10                                                                   |  | George Eden (1774-1839) 1.er conde de Auckland                                  | 4 de marzo de 1836       | 28 de febrero de 1842    | Compañía de las Indias Orientales |
| 11                                                                   |  | Edward Law (1790-1871) 1.er conde de Ellenborough                               | 28 de febrero de 1842    | Junio de 1844            | Compañía de las Indias Orientales |
| -                                                                    |  | William Wilberforce Bird (1784-1857) Gobernador general provisional             | Junio de 1844            | 23 de julio de 1844      | Compañía de las Indias Orientales |
| 12                                                                   |  | Sir Henry Hardinge (1785-1856) 1.er vizconde Hardinge                           | 23 de julio de 1844      | 12 de enero de 1848      | Compañía de las Indias Orientales |
| 13                                                                   |  | James Broun-Ramsay (1812-1860) Marqués de Dalhousie                             | 12 de enero de 1848      | 28 de febrero de 1856    | Compañía de las Indias Orientales |
| 14                                                                   |  | Charles John Canning (1812-1862) 1.er conde Canning                             | 28 de febrero de 1856    | 1 de noviembre de 1858   | Compañía de las Indias Orientales |

### Raj Británico(1858-1947)
| #                                                         | Nombre                  | Nombre                                                                                    | Inicio                  | Final                   | Designado por | Designado por         | Monarca              |
| --------------------------------------------------------- | ----------------------- | ----------------------------------------------------------------------------------------- | ----------------------- | ----------------------- | ------------- | --------------------- | -------------------- |
| 14                                                        |                         | Charles John Canning (1812-1862) 1.er conde Canning                                       | 1 de noviembre de 1858  | 21 de marzo de 1862     |               | Lord Palmerston       | Victoria (1837-1901) |
| 15                                                        |                         | James Bruce (1811-1863) 8.º conde de Elgin                                                | 21 de marzo de 1862     | 20 de noviembre de 1863 |               | Lord Palmerston       | Victoria (1837-1901) |
| -                                                         |                         | Sir Robert Napier (1810-1890) 1.er barón Napier de Magdala Gobernador general provisional | 21 de noviembre de 1863 | 2 de diciembre de 1863  |               | Lord Palmerston       | Victoria (1837-1901) |
| -                                                         |                         | Sir William Denison (1804-1871) Gobernador general provisional                            | 2 de diciembre de 1863  | 12 de enero de 1864     |               | Lord Palmerston       | Victoria (1837-1901) |
| 16                                                        |                         | Sir John Laird Mair Lawrence (1811-1879) 1.er barón Lawrence                              | 12 de enero de 1864     | 12 de enero de 1869     |               | Lord Palmerston       | Victoria (1837-1901) |
| 17                                                        |                         | Richard Southwell Bourke (1822-1872) 6.º conde de Mayo                                    | 12 de enero de 1869     | 8 de febrero de 1872    |               | William Gladstone     | Victoria (1837-1901) |
| -                                                         |                         | Sir John Strachey (1823-1907) Gobernador general provisional                              | 9 de febrero de 1872    | 23 de febrero de 1872   |               | William Gladstone     | Victoria (1837-1901) |
| -                                                         |                         | Francis Napier (1819-1898) 10º barón Napier Gobernador general provisional                | 24 de febrero de 1872   | 3 de mayo de 1872       |               | William Gladstone     | Victoria (1837-1901) |
| 18                                                        |                         | Thomas Baring (1812-1862) 1.er conde Canning                                              | 3 de mayo de 1872       | 12 de abril de 1876     |               | William Gladstone     | Victoria (1837-1901) |
| #                                                         | Nombre                  | Nombre                                                                                    | Inicio                  | Final                   | Designado por | Designado por         | Emperador            |
| Virreyes y Gobernadores generales de la India (1876-1947) |                         |                                                                                           |                         |                         |               |                       |                      |
| 19                                                        |                         | Robert Bulwer-Lytton (1831-1891) 1.er conde de Laytton                                    | 12 de abril de 1876     | 8 de junio de 1880      |               | Benjamin Disraeli     | Victoria (1837-1901) |
| 20                                                        |                         | George Robinson (1827-1909) 1.er marqués de Ripon                                         | 8 de junio de 1880      | 13 de diciembre de 1884 |               | William Gladstone     | Victoria (1837-1901) |
| 21                                                        |                         | Frederick Hamilton-Temple-Blackwood (1826-1902) 1.er marqués de Dufferin y Ava            | 13 de diciembre de 1884 | 10 de diciembre de 1888 |               | William Gladstone     | Victoria (1837-1901) |
| 22                                                        |                         | Henry Petty-Fitzmaurice (1845-1927) 5.º marqués de Lansdowne                              | 10 de diciembre de 1888 | 11 de octubre de 1894   |               | Robert Gascoyne-Cecil | Victoria (1837-1901) |
| 23                                                        |                         | Victor Bruce (1849-1917) 9.º conde de Elgin                                               | 11 de octubre de 1894   | 6 de enero de 1899      |               | Archibald Primrose    | Victoria (1837-1901) |
| 24                                                        |                         | George Curzon (1859-1925) 1.er marqués Curzon de Kedleston                                | 6 de enero de 1899      | 18 de noviembre de 1905 |               | Robert Gascoyne-Cecil | Victoria (1837-1901) |
| 24                                                        | Eduardo VII (1901-1910) | George Curzon (1859-1925) 1.er marqués Curzon de Kedleston                                | 6 de enero de 1899      | 18 de noviembre de 1905 |               | Robert Gascoyne-Cecil |                      |
| 25                                                        |                         | Vizconde de Melgund (1845-1914) 4.º conde de Minto                                        | 18 de noviembre de 1905 | 23 de noviembre de 1910 |               | Arthur Balfour        |                      |
| 25                                                        | Jorge V (1910-1936)     | Vizconde de Melgund (1845-1914) 4.º conde de Minto                                        | 18 de noviembre de 1905 | 23 de noviembre de 1910 |               | Arthur Balfour        |                      |
| 26                                                        |                         | Charles Hardinge (1858-1944) 1.er barón Hardinge de Penshurst                             | 23 de noviembre de 1910 | 4 de abril de 1916      |               | H.H. Asquith          |                      |
| 27                                                        |                         | Frederic Thesiger (1868-1933) 1.er vizconde de Chelmsford                                 | 4 de abril de 1916      | 2 de abril de 1921      |               | H.H. Asquith          |                      |
| 28                                                        |                         | Rufus Isaacs (1860-1935) 1.er marqués de Reading                                          | 2 de abril de 1921      | 3 de abril de 1926      | Lloyd George  |                       |                      |
| 29                                                        |                         | Edward F.L. Wood (1881-1959) 1.er vizconde de Halifax                                     | 3 de abril de 1926      | 1 de julio de 1929      |               | Stanley Baldwin       |                      |
| -                                                         |                         | George Goschen (1881-1959) 2.º vizconde de Goschen Virrey provisional                     | 1 de julio de 1929      | 18 de abril de 1931     |               | Stanley Baldwin       |                      |
| 30                                                        |                         | Freeman Freeman-Thomas (1866-1941) 1.er marqués de Willingdon                             | 18 de abril de 1931     | 18 de abril de 1936     |               | Ramsay MacDonald      |                      |
| 30                                                        | Eduardo VIII (1936)     | Freeman Freeman-Thomas (1866-1941) 1.er marqués de Willingdon                             | 18 de abril de 1931     | 18 de abril de 1936     |               | Ramsay MacDonald      |                      |
| 31                                                        |                         | Victor Hope (1887-1952) 2.º marqués de Linlithgow                                         | 18 de abril de 1936     | 1 de octubre de 1943    |               | Stanley Baldwin       |                      |
| 31                                                        | Jorge VI (1936-1952)    | Victor Hope (1887-1952) 2.º marqués de Linlithgow                                         | 18 de abril de 1936     | 1 de octubre de 1943    |               | Stanley Baldwin       |                      |
| 32                                                        |                         | Archibald Wavell (1883-1950) 1.er conde Wavell                                            | 1 de octubre de 1943    | 21 de febrero de 1947   |               | Winston Churchill     |                      |
| 33                                                        |                         | Luis Mountbatten (1900-1979) 1.er conde Mountbatten de Birmania                           | 21 de febrero de 1947   | 15 de agosto de 1947    |               | Clement Attlee        |                      |

### Unión de la India(1947-1950)
| #                                                          | Nombre | Nombre                                                          | Inicio               | Final               | Primer ministro | Primer ministro  | Monarca              |
| ---------------------------------------------------------- | ------ | --------------------------------------------------------------- | -------------------- | ------------------- | --------------- | ---------------- | -------------------- |
| Gobernadores generales de la Unión de la India (1947-1950) |        |                                                                 |                      |                     |                 |                  |                      |
| 33                                                         |        | Luis Mountbatten (1900-1979) 1.er conde Mountbatten de Birmania | 15 de agosto de 1947 | 21 de junio de 1948 |                 | Jawaharlal Nehru | Jorge VI (1936-1952) |
| 34                                                         |        | Chakravarti Rajagopalachari (1878-1972)                         | 21 de junio de 1948  | 26 de enero de 1950 |                 | Jawaharlal Nehru | Jorge VI (1936-1952) |
| Cargo abolido al convertirse la India en una república     |        |                                                                 |                      |                     |                 |                  |                      |